# Antiblemma lilacina
Antiblemma lilacina är en fjärilsart som beskrevs av Paul Dognin 1912. Antiblemma lilacina ingår i släktet Antiblemma och familjen nattflyn. Inga underarter finns listade i Catalogue of Life.